# PAZ-3206
 (juin 2021).
Si vous disposez d'ouvrages ou d'articles de référence ou si vous connaissez des sites web de qualité traitant du thème abordé ici, merci de compléter l'article en donnant les références utiles à sa vérifiabilité et en les liant à la section « Notes et références ».
Le PAZ-3206 est un bus produit par PAZ de 1985 à nos jours (2021). Le véhicule était basé sur le châssis du camion GAZon, mais avait un tout nouveau corps de moteur avec cabine qui est encore très courant pour la plupart des bus, même à ce jour. Actuellement, le véhicule est commercialisé par GAZ. Bien que le GAZon ait été remplacé par le GAZon Next, le PAZ-3206 n'a ni successeur ni remplaçant et est toujours en production de masse.